# Adłan Bisułtanow
Adłan Dielimbiekowicz Bisułtanow (ros. Адлан Делимбекович Бисултанов, ur. 15 sierpnia 1989) – rosyjski judoka i sambista.
Uczestnik mistrzostw świata w 2015 i 2017. Startował w Pucharze Świata w 2010, 2011, 2015 i 2017. Brązowy medalista mistrzostw Europy w 2014, a także drugi w drużynie w 2016. Trzeci na mistrzostwach Rosji w 2011 roku.
Jest bratem Hüseyina Özkana, złotego medalisty olimpijskiego z Sydney 2000.